# محمل (حوسبة)

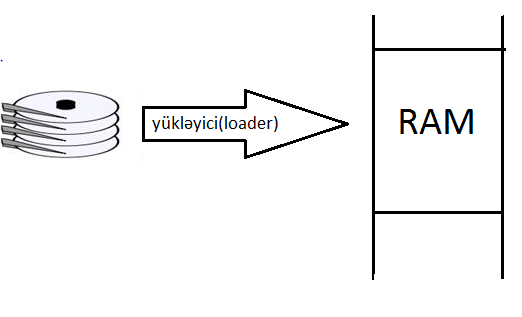

في الحوسبة، المُحمِّل أو المُوسِّق هو الجزء من نظام التشغيل المسؤول عن تحميل البرامج، أحد أهم المراحل الرئيسية في عملية بدء البرنامج، فالمُحمِل هو برنامج مسؤول عن وضع البرامج في الذاكرة وتحضيرها للتنفيذ. يتضمن تحميل البرنامج قراءة محتويات الملف القابل للتنفيذ، والملف الذي يحتوي على نص البرنامج، إلى الذاكرة، ثم القيام بعد ذلك بمهام تحضيرية مطلوبة لإعداد تشغيل البرنامج القابل للتنفيذ. وبمجرد اكتمال التحميل، يبدأ نظام التشغيل البرنامج عن طريق تمرير التحكم إلى رمز البرنامج الذي تم تحميله.
جميع أنظمة التشغيل التي تدعم تحميل البرامج لديها مُحمِلات، وبصرف النظر عن الأنظمة التي ينفذ الرمز مباشرة من ذاكرة القراءة فقط أو في حالة أنظمة الحاسوب التي لديها درجة عالية من التخصص والتي لديها مجموعة ثابتة من البرامج المتخصصة فقط.
وفي العديد من أنظمة التشغيل يقبع المُحمِل بشكل دائم في الذاكرة، وعلى الرغم من أن بعض أنظمة التشغيل التي تدعم الذاكرة الافتراضية قد تسمح بوجود المُحمِل في موقع بالذاكرة قابل للتقسيم كصفحات.
وفي حالة أنظمة التشغيل التي تدعم الذاكرة الافتراضية، قد لا ينسخ المُحمِل محتويات الملفات القابلة للتنفيذ في الذاكرة، بل يعلن ببساطة إلى النظام الفرعي للذاكرة الافتراضية أن هناك تعيين بين منطقة الذاكرة المخصصة لاحتواء رمز البرنامج المراد تشغيله ومحتويات الملف القابل للتنفيذ المرتبط به. (انظر ملف الذاكرة المعنونة). ثم يتم توعية النظام الفرعي للذاكرة الأفتراضية بأن الصفحات بتلك المنطقة من الذاكرة يلزم تعبأتها حسب الطلب متى يضرب تنفيذ البرنامج فعلا تلك المناطق الشاغرة من الذاكرة. وهذا قد يعني عدم نسخ أجزاء من رمز البرنامج في الذاكرة حتى يتم استخدامها بالفعل، والرمز الغير مستعمل قد لا يتم تحميله في الذاكرة مطلقا.

## المسؤوليات
بالنسبة لـ يونيكس، فان المُحمِل هو المتولي لـ نظام الاتصال execve ().
ومن مهام مُحمِل اليونيكس:
1. التحقق من صحة (الاذونات، ومتطلبات الذاكرة...الخ)؛
2. نسخ صورة البرنامج من القرص وإلى ألذاكرة الرئيسية؛
3. نسخ واجهة سطر الأوامر على المكدس؛
4. تهيئة السجلات (مثال مؤشر التكدس)؛
5. الوصول إلى نقطة ادخال البرنامج (_start).

### نقل المُحمِلات
بعض أجهزة الحاسوب تحتاج إلى اعادة نقل المُحمِل، والتي تعدل العنواين (المؤشرات) في الملف القابل للتنفيذ للتعويض عن تغيرات العنوان التي يبدأ بها التحميل. وتلك الحواسيب التي تحتاج إلى إعادة نقل المُحمِلات هي التي يكون فيها المؤشرات عناوين مطلقة بدلا من أن تكون فروع من العنوان الأساسي للبرنامج. واحد من أشهر الأمثلة هو وحدة المعالجة المركزية لنظام/360 IBM وسلالاته، التي تتضمن سلسلة نظام Z9.

### الروابط الديناميكية
محملات الروابط الديناميكية هي نوع أخر من المُحمِلات والتي تحمل وتربط المكتبات البرمجية (مثل ملفات.dll) للبرامج السابق تحميلها وعملها.